# ليثبريدج

مقاطعة البرتا

ليثبريدج (بالإنجليزية: Lethbridge)‏ بلدة كندية في مقاطعة ألبرتا.

## جغرافيتها
تبلغ مساحتها 121.97 كلم2 وعدد سكانها بحسب إحصائية سنة 2006 حوالي مثال 74,637 بكثافة 612 نسمة/كلم2. وإحداثياتها هي 49.69417°N 112.8328°W.

## المناخ
يظهر الجدول التالي التغييرات المناخية على مدار السنة لليثبريدج:
| البيانات المناخية لـليثبريدج       | البيانات المناخية لـليثبريدج | البيانات المناخية لـليثبريدج | البيانات المناخية لـليثبريدج | البيانات المناخية لـليثبريدج | البيانات المناخية لـليثبريدج | البيانات المناخية لـليثبريدج | البيانات المناخية لـليثبريدج | البيانات المناخية لـليثبريدج | البيانات المناخية لـليثبريدج | البيانات المناخية لـليثبريدج | البيانات المناخية لـليثبريدج | البيانات المناخية لـليثبريدج | البيانات المناخية لـليثبريدج |
| الشهر                              | يناير                        | فبراير                       | مارس                         | أبريل                        | مايو                         | يونيو                        | يوليو                        | أغسطس                        | سبتمبر                       | أكتوبر                       | نوفمبر                       | ديسمبر                       | المعدل السنوي                |
| ---------------------------------- | ---------------------------- | ---------------------------- | ---------------------------- | ---------------------------- | ---------------------------- | ---------------------------- | ---------------------------- | ---------------------------- | ---------------------------- | ---------------------------- | ---------------------------- | ---------------------------- | ---------------------------- |
| الدرجة القصوى °م (°ف)              | 20.0 (68.0)                  | 21.8 (71.2)                  | 26.8 (80.2)                  | 33.9 (93.0)                  | 34.2 (93.6)                  | 38.3 (100.9)                 | 40.0 (104.0)                 | 40.5 (104.9)                 | 36.7 (98.1)                  | 31.7 (89.1)                  | 23.3 (73.9)                  | 19.4 (66.9)                  | 40.1 (104.2)                 |
| متوسط درجة الحرارة الكبرى °م (°ف)  | 0.1 (32.2)                   | 2.3 (36.1)                   | 6.4 (43.5)                   | 13.1 (55.6)                  | 18.3 (64.9)                  | 22.0 (71.6)                  | 26.1 (79.0)                  | 26.0 (78.8)                  | 20.2 (68.4)                  | 13.7 (56.7)                  | 4.8 (40.6)                   | 0.6 (33.1)                   | 12.8 (55.0)                  |
| المتوسط اليومي °م (°ف)             | −6.0 (21.2)                  | −4.2 (24.4)                  | −0.1 (31.8)                  | 6.0 (42.8)                   | 11.1 (52.0)                  | 15.2 (59.4)                  | 18.2 (64.8)                  | 17.7 (63.9)                  | 12.6 (54.7)                  | 6.6 (43.9)                   | −1.2 (29.8)                  | −5.4 (22.3)                  | 5.9 (42.6)                   |
| متوسط درجة الحرارة الصغرى °م (°ف)  | −12.1 (10.2)                 | −10.6 (12.9)                 | −6.5 (20.3)                  | −1.1 (30.0)                  | 3.9 (39.0)                   | 8.3 (46.9)                   | 10.3 (50.5)                  | 9.5 (49.1)                   | 4.9 (40.8)                   | −0.6 (30.9)                  | −7.2 (19.0)                  | −11.4 (11.5)                 | −1.1 (30.0)                  |
| أدنى درجة حرارة °م (°ف)            | −42.8 (−45.0)                | −42.2 (−44.0)                | −38 (−36)                    | −27.2 (−17.0)                | −12.8 (9.0)                  | −3.3 (26.1)                  | 0.0 (32.0)                   | −1.7 (28.9)                  | −15.6 (3.9)                  | −26.7 (−16.1)                | −35.6 (−32.1)                | −42.8 (−45.0)                | −42.8 (−45.0)                |
| الهطول مم (إنش)                    | 13.5 (0.53)                  | 12.0 (0.47)                  | 22.8 (0.90)                  | 28.0 (1.10)                  | 49.9 (1.96)                  | 82.0 (3.23)                  | 42.6 (1.68)                  | 37.3 (1.47)                  | 41.4 (1.63)                  | 20.1 (0.79)                  | 17.8 (0.70)                  | 12.9 (0.51)                  | 380.2 (14.97)                |
| معدل هطول الأمطار مم (إنش)         | 0.2 (0.01)                   | 0.3 (0.01)                   | 2.3 (0.09)                   | 15.5 (0.61)                  | 45.1 (1.78)                  | 82.0 (3.23)                  | 42.6 (1.68)                  | 36.4 (1.43)                  | 39.5 (1.56)                  | 10.4 (0.41)                  | 2.0 (0.08)                   | 0.5 (0.02)                   | 276.7 (10.89)                |
| متوسط تساقط الثلوج سم (إنش)        | 15.4 (6.1)                   | 12.9 (5.1)                   | 22.5 (8.9)                   | 13.4 (5.3)                   | 4.8 (1.9)                    | 0.0 (0.0)                    | 0.0 (0.0)                    | 0.8 (0.3)                    | 1.9 (0.7)                    | 9.9 (3.9)                    | 16.7 (6.6)                   | 14.1 (5.6)                   | 112.4 (44.3)                 |
| متوسط أيام هطول الأمطار (≥ 0.2 mm) | 8.0                          | 7.1                          | 9.6                          | 8.7                          | 11.6                         | 11.6                         | 9.2                          | 8.0                          | 8.9                          | 6.8                          | 7.7                          | 7.9                          | 105.0                        |
| متوسط الأيام الممطرة (≥ 0.2 mm)    | 0.30                         | 0.19                         | 1.6                          | 5.8                          | 10.9                         | 11.6                         | 9.2                          | 8.0                          | 8.7                          | 4.9                          | 1.6                          | 0.73                         | 63.3                         |
| متوسط الأيام المثلجة (≥ 0.2 cm)    | 7.8                          | 7.1                          | 8.7                          | 4.2                          | 1.4                          | 0.0                          | 0.0                          | 0.11                         | 0.58                         | 2.9                          | 6.7                          | 7.5                          | 46.9                         |
| ساعات سطوع الشمس الشهرية           | 110.2                        | 147.0                        | 186.1                        | 233.4                        | 277.0                        | 290.3                        | 322.1                        | 297.5                        | 228.5                        | 189.7                        | 119.1                        | 106.5                        | 2٬507٫3                      |
| نسبة وصول أشعة الشمس               | 41.1                         | 51.5                         | 50.6                         | 56.7                         | 58.2                         | 59.7                         | 65.6                         | 66.5                         | 60.2                         | 56.6                         | 43.5                         | 41.8                         | 54.3                         |
| المصدر: Environment Canada         |                              |                              |                              |                              |                              |                              |                              |                              |                              |                              |                              |                              |                              |

## توأمة
لليثبريدج اتفاقيات توأمة مع:
- انيانغ

## أعلام
- ويليام جيبسون
- إليزابيث هاميلتون
- دنكان ريجير
- أثينا كاركاناس
- موريس كونر
- كونراد باين
- برترام بروكهاوس
- ويليام أوليفر
- فرانك إي. بيريتي